# Philorthragoriscus serratus
Philorthragoriscus serratus är en kräftdjursart som först beskrevs av Henrik Nikolai Krøyer 1863.  Philorthragoriscus serratus ingår i släktet Philorthragoriscus och familjen Cecropidae. Inga underarter finns listade i Catalogue of Life.